# Saint-Projet (Lot)
Saint-Projet é uma comuna francesa na região administrativa de Occitânia, no departamento de Lot. Estende-se por uma área de 15,83 km². Em 2010 a comuna tinha 346 habitantes (densidade: 21,9 hab./km²).